# Marguerite Gérard

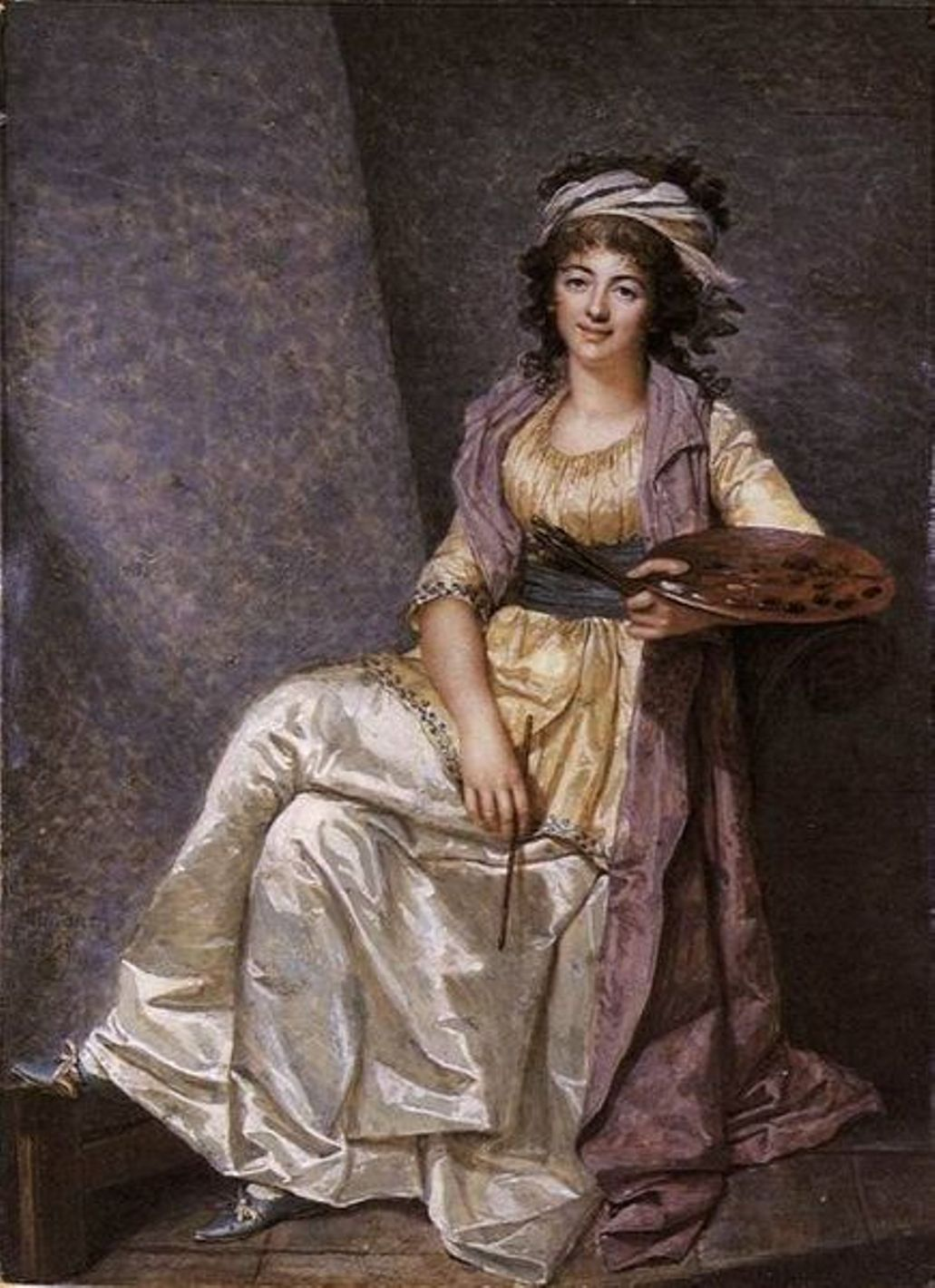
Marguerite Gérard. Miniatyrporträtt på elfenben av François Dumont.

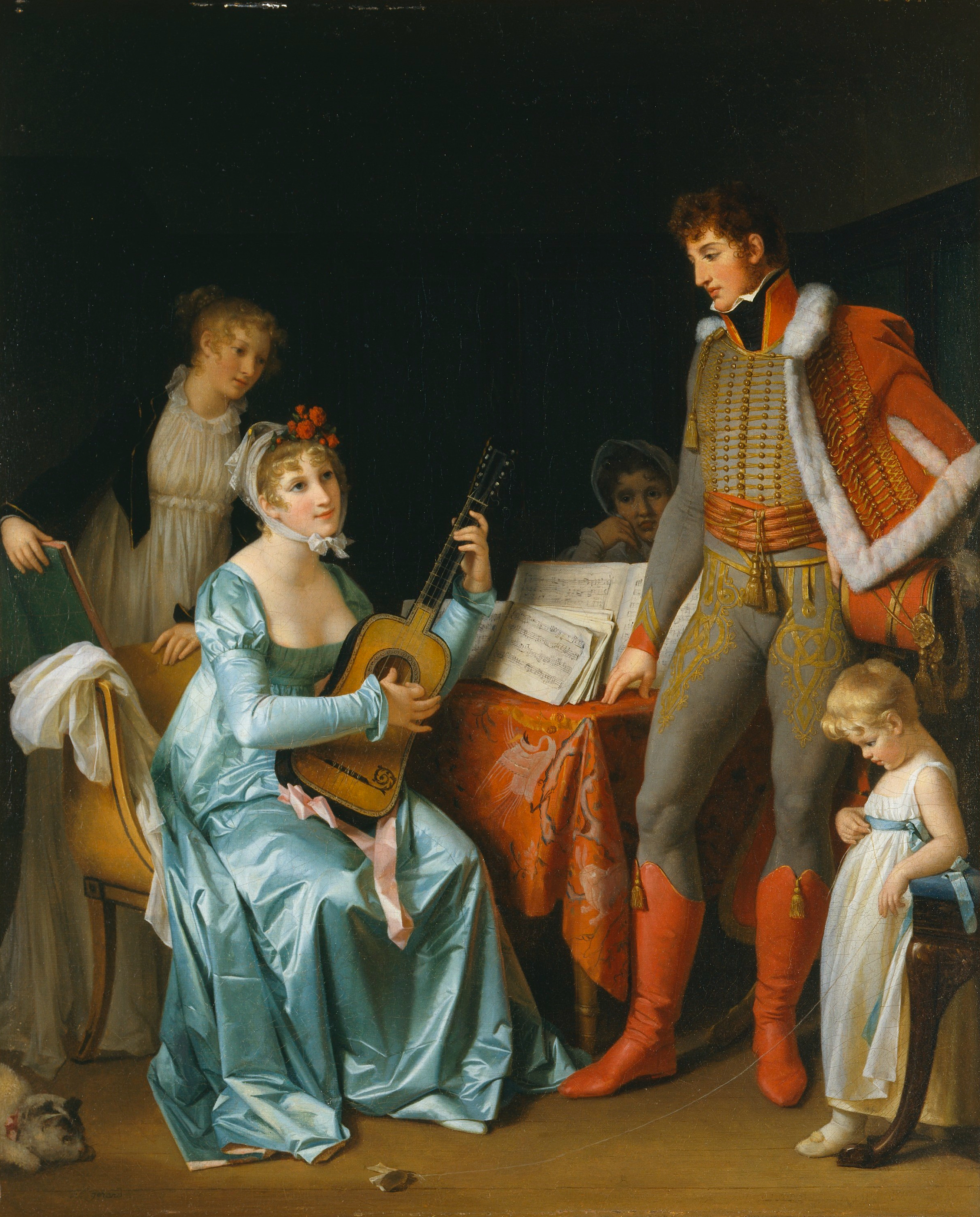
Grevinnan d'Abrantès och General Junot. Olja på kanvas, ca 1800.

Marguerite Gérard, född 28 januari 1761 i Grasse, död 18 maj 1837 i Paris, var en fransk konstnär, verksam i Paris. Hon var miniatyrist och oljemålare. Hennes verk består i huvudsak av genrebilder utförda i en historiserad stil samt skissartade små porträtt, allt inspirerat av det holländska 1600-talsmåleriet. Hon var från början elev och samarbetspartner till sin svåger, konstnären Jean-Honoré Fragonard. 

## Tidiga år och början på ett självständigt konstnärskap
Som yngsta dotter i en syskonskara av sju, hade Marguerite sedan en tidig ålder intresserat sig för en konstnärlig skolning. När hennes mor gick bort år 1775 var Marguerite redan bosatt med sina syskon i Paris. Hennes äldre syster Anne-Marie Gérard, var gift med konstnären Jean-Honoré Fragonard och själv verksam konstnär. Tidigt blev hon elev till sin svåger och började med att kopiera hans verk. Ett exempel är Les Joies de la maternité ou l'Heureuse Fécondité som idag finns på Louvren. Så småningom assisterade hon Fragonard i hans arbete. I detta samarbeta kan man snart urskilja henne som en självständig konstnär med en egen stark vilja. Därför kan man se två distinkta handlag i verk som är attribuerade till Fragonard där den andra parten med största sannolikhet är Marguerite Gérard. Som exempel kan nämnas L'Élève intéressante och L'Art d'aimer som Géraud Vidal och brodern Hénri Gérard graverar. Marguerites egen betydande andel i utförandet av dessa verk avslöjas även i Le chat d'angora genom en humoristisk detalj: en putsad glaskula med spegelbilden av henne vid staffliet. Här ser man också hennes svåger och syster som står vid sidan om.

## Intima porträtt i Paris under franska revolutionen
I slutet av 1780-talet hade Marguerite Gérard redan gjort sig ett namn i Paris av små historiserade genremålningar som var tydligt inspirerat av holländskt 1600-tal. Inspirerad av konstnärer som Gerhard Terborch och Frans van Mieris d.ä. tillägnade hon sig tekniken för finmåleri där tonvikten lades vid den lätta men täta färgtekningen samt skuggverkan och spelet med ljuset i målningen. Det är ett precist och detaljrikt måleri. Under revolutionsåret 1789 började hon istället utföra porträtt av enskilda samt grupporträtt, ofta familjebilder, i en skissartat stil. Hon tog vara på de kontakter som hennes äldre svåger Jean-Honoré Fragonard kunde erbjuda. 
Marguerite Gérard målade på pannå med formatet 21 x 16 cm, ett färdigtillverkat konstnärsmaterial, vilket nu började bli vanligt (jfr Louis-Léopold Boilly, 22 x 17 cm). Hon placerade sina modeller enligt samma rumsliga principer i enkla lediga poser som skenbart framställer personen i vardagen. En del rekvisita återkommer ständigt som den guéridon (ett slags trekantigt bord) som hon troligtvis hade i sin ateljé. Den porträtterade möter betraktarens blick. Klädesplaggen spelar en viktig roll och är inte historiserade. De pekar ut social ställning, politiska åsikter samt offentliga och privata intressen. Flera detaljer i modellernas kostymering gör dessutom att man kan datera porträtten till tiden precis efter Bastiljens fall, i juli 1789. Detta gäller i synnerhet den typ av kokarder i rött och blått, som enbart förekom vid denna tid. Dessa attribut sammantagna blev Marguerite Gérards kännetecken, med vilka hon positionerade sig på marknaden under 1780- och 1790-talen.
Den franska revolutionen och tiden precis innan skapade en ny och bredare kundkrets för porträtt. Genom olika standardiseringar av utförandet kunde porträtt i mindre storlekar utföras på en sittning. Marguerite Gérard använde sig också av en standardiserad modell för sina porträtt där personen kunde sitta eller stå vid bordet, ibland spelandes på ett instrument.
Priset på många standardiserade porträtt sjönk drastiskt i och med revolutionen. Marguerite Gérards små porträtt gick dock för en ansenlig summa. Hon kunde ta så mycket som 1 200 francs för sina verk vilket gjorde henne till en förmögen konstnär redan under sin livstid. Hon bodde hela sitt liv tillsammans med sin syster och svåger i deras bostad i Louvren och kunde tillsammans med dem köpa ett hus på landet. När hon gick bort var hennes samlade tillgångar värderade till mer än 50 000 francs.

## Senare arbeten
I slutet av 1790-talet verkar hon ha tagit upp miniatyrmåleriet. Det fanns en oerhört stor marknad för detta och det var lätt att få avsättning. Men Marguerite Gérard nöjde sig inte med den traditionella tekniken med elfenben som underlag utan experimenterade med att måla på glas, troligen med silverfolie i botten. I finns ett sådant exempel, Porträtt av en ung kvinna med spaniel (M.A.D., Paris inv. 26601). En sen miniatyr av henne finns i Nationalmusei samlingar, som visar en ung kvinna i gult livstycke (NMB 921). Hon ställde ut regelbundet på Parissalongen 1799-1824. År 1806 blev hon belönad med en medalj av första klassen. Hon verkar dock bara ha ställt ut oljemåleri.

## Eftermäle
I likhet med många andra kvinnliga konstnärer från tiden blev hon under 1900-talet marginaliserad i konsthistorieskrivningen och detta trots att hon under sin egen livstid varit berömd. Hon omnämns visserligen av flera äldre historiker som Pierre Lespinasse i hans La Miniature en France au XVIII  siècle, Paris et Bruxelles 1929, och Léo Schidlofs The Minature in Europe, Graz 1964, men mycket sparsamt. Först med utställningen Marguerite Gérard.  Artiste en 1789, dans l'atelier de Fragonard, (Paris 2009), har hon återupprättats som konstnär.